# Окропление

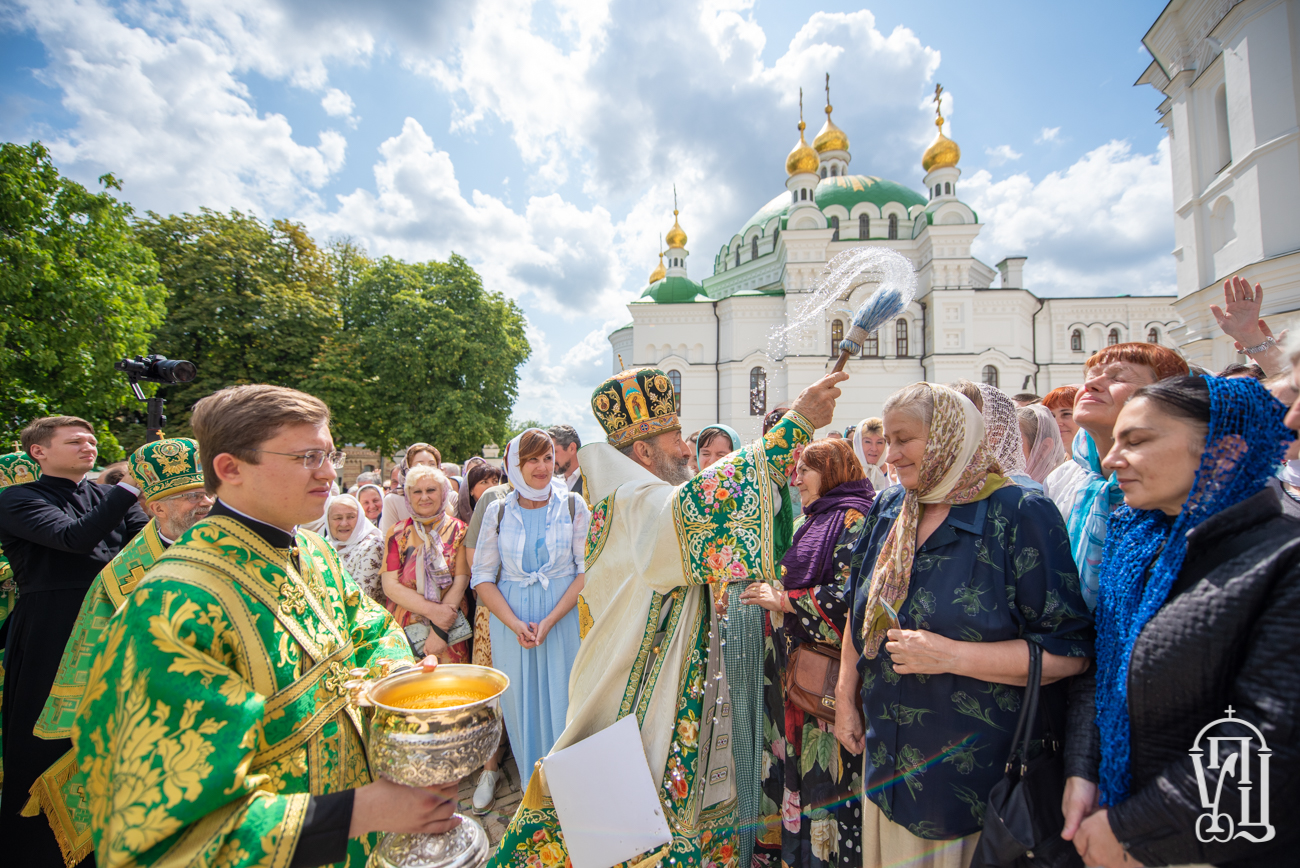
Митрополит Киевский и всея Украины Онуфрий совершает окропление.

Окропле́ние — церковный обряд, сопровождаемый освящение кого-либо или чего-либо. В Ветхом Завете практиковалось окропление жертвенной кровью, а в христианстве получило распространение окропление святой водой. Окропление святой водой в настоящее время производится во время освящения икон, колоколов, крестов, другой священной утвари, жилищ, автомобилей, оружия. Священник окроплять святой водой может и людей, например перед учёбой или другим важным делом, а также домашний скот, особенно при болезни. При отсутствии священника, окропление святой водой вне храма может совершать любой православный мирянин.
Наряду с ритуальным обливанием, окропление человека с правильным произнесением особых тайносовершительных слов, является формой совершения таинства крещения, которая является стандартной в латинском обряде Католической церкви. Православные церкви допускают окропление при совершении крещения, но только как исключение из общего правила. Крещение через окропление исторически употреблялось уже во II и III веках при крещении больных и умирающих (лат. baptismus clinicorum), a также оглашенных, заключённых в темницы во время гоне́ний, когда невозможно было крестить через полное погружение.